# Торбеевское
Торбе́евское (Торбе́ево) — озеро в Сергиево-Посадском городском округе Московской области России.
Расположено в 6 километрах к востоку от города Сергиева Посада, рядом с Ярославским шоссе. Образовано из небольшого водоёма после сооружения плотины на реке Вондиге. Площадь — 1,5 км², глубина — до 5 м. Высота — 195,8 м над уровнем моря.
Озеро богато крупным карасём, также ловится карп, особенно в мелких заливах.